# Natalya Ivanova (athlétisme)
Pour les articles homonymes, voir Natalia Ivanova.
Natalia Ivanova (née le 25 juin 1981 à Moscou) est une athlète russe spécialiste du 400 mètres.
Elle remporte la médaille d'argent du relais 4 × 400 m lors des Jeux olympiques de 2004 où elle prend part aux séries mais n'est pas retenue pour la finale. Vainqueur du 200 m lors des Championnats du monde universitaires, dès l'année suivante, elle participe aux Championnats d'Europe de Göteborg. Elle se classe cinquième de la finale du 400 m haies et s'adjuge par ailleurs le titre continental du 4 × 400 m aux côtés de Svetlana Pospelova, Olga Zaïtseva et Tatiana Veshkurova.
Ses records personnels sont de 22 s 97 sur 200 m (2005) et 50 s 79 sur 400 m (2004).

## Palmarès
| Date | Compétition                    | Lieu       | Place | Épreuve     |
| ---- | ------------------------------ | ---------- | ----- | ----------- |
| 2002 | Championnats d'Europe en salle | Vienne     | 4e    | 400 m       |
| 2004 | Jeux olympiques                | Athènes    | 2e    | 4 × 400 m   |
| 2005 | Universiade                    | Izmir      | 1re   | 200 m       |
| 2006 | Championnats d'Europe          | Göteborg   | 5e    | 400 m haies |
| 2006 | Championnats d'Europe          | Göteborg   | 1re   | 4 × 400 m   |
| 2007 | Championnats d'Europe en salle | Birmingham | 2e    | 4 × 400 m   |
| 2010 | Championnats d'Europe          | Barcelone  | 7e    | 400 m haies |